# Río Mayo (ort)
Río Mayo är en ort i Argentina.   Den ligger i provinsen Chubut, i den södra delen av landet, 1 600 km sydväst om huvudstaden Buenos Aires. Río Mayo ligger 430 meter över havet och antalet invånare är 2 939.
Terrängen runt Río Mayo är huvudsakligen platt, men den allra närmaste omgivningen är kuperad. Río Mayo ligger nere i en dal. Trakten runt Río Mayo är nära nog obefolkad, med mindre än två invånare per kvadratkilometer..
Omgivningarna runt Río Mayo är i huvudsak ett öppet busklandskap.